# Chrysocraspeda analiplaga
Chrysocraspeda analiplaga är en fjärilsart som beskrevs av W. Warren 1907. Chrysocraspeda analiplaga ingår i släktet Chrysocraspeda och familjen mätare. Inga underarter finns listade i Catalogue of Life.